# Psammorygma aculeatum
Psammorygma aculeatum là một loài nhện trong họ Zodariidae.
Loài này thuộc chi Psammorygma. Psammorygma aculeatum được Ferdinand Karsch miêu tả năm 1878.